# 沓掛なか子
沓掛 なか子(くつかけ なかこ、1749年〈寛延2年〉 - 1829年〈文政12年〉2月19日）は、江戸時代中・後期の女流歌人、文学者。または、沓掛仲子。雅号は、一素(いっそ)。

## 経歴

### 生い立ち
1749年に信州更級郡今里村（現長野市）で生まれた。父は、更級郡今里村阿弥陀堂の床屋であった内村惣兵衛納悦(1716年-1793年)。生みの母とは、なか子が3歳のときに別れ、その後は祖母に育てられたとされる。なか子の著作『朧夜物語』によると、祖母の教えにより5歳のころから、「百人一首」や「三十六歌仙」の歌、『古今集』春の部などを暗誦できるようになった。これを契機に、なか子自身も歌を作るようになった。また、父惣兵衛の後妻中山氏も、義母としてなか子を育てた。
1765年、なか子が17歳の冬、なか子は小県郡塩尻村（現上田市）の酒造家、沓掛久蔵従宣の二男道秀(当時28歳)と結婚した。その翌年に分家し、埴科郡坂木宿の横町(現在の坂城町)に移り、「山根屋」という新たな屋号で酒造業を営んだ。なか子は酒造業と同時に質屋も兼業した。また、結婚したのちに、なか子は眼を患い、1787年には火災に遭っている。さらに、その翌年に夫道秀と死別するなど、苦労が多かった。

### 歌人・文学者としての活動
幼少期に文学を志したなか子が、再び文学に励み書を著したのは、母としての役目を全うした後である。多くの著書のなかで年代が明確なものは、すべて60歳以降に著しており、『孝女いは女物語』、『玉燭歌』、『東路の日記』、『家集』、『朧夜物語』などがそれにあたる。なか子の作品は、俳句、紀行、評論などその分野は多岐にわたるが、その中心は和歌とされる。なか子は、国学者である荒木田久老、その没後橘守部に和歌と国学を師事していた。著書『玉燭歌』には橘守部による序文が記されている。

### 晩年、死など
1829年に老衰のため年81歳で死去。法名は「良絃院一素妙琴大師」とされ、沓掛家の墓地に埋葬された。

## 代表作
- 『孝女いは女物語』(文化9年(1812年))
- 『東路の日記』(文政6年(1823年))
- 『朧夜物語』(文政8年(1825年))[4]
- 『玉燭歌』(文政9年(1826年))